# Yacimiento de Geiseltal
El yacimiento de Geiseltal es un Lagerstätte situado en la región lignitífera de Geiseltal, al sur de Halle. Es un yacimiento paleontológico importante de plantas y animales hoy extintos que habitaron la Tierra hace entre 48 y 41 millones de años, en el Eoceno. Se sabe que en la zona se empezó a explotar carbón en 1698, pero el descubrimiento de los primeros restos fósiles, que se produjo de forma casual, no aconteció hasta principios del siglo XX. De las primeras excavaciones paleontológicas sistemáticas se encargó la Universidad Martín Lutero de Halle-Wittenberg en 1925. Las investigaciones se interrumpieron durante la Segunda Guerra Mundial. Debido a la creciente explotación del yacimiento de carbón las excavaciones fueron interrumpiéndose paulatinamente hasta su final, a principios del siglo XXI.
El lignito de Geiseltal se encontraba mayoritariamente en cuatro niveles, pero solo en los tres inferiores se podían hallar restos fósiles en abundancia, sobre todo en las partes sur y central del yacimiento. Los hallazgos podían ser tanto de plantas como de animales, y se pudieron recuperar restos prácticamente completos de hojas, frutos, troncos, esqueletos de vertebrados y partes de insectos. Uno de los fósiles más famosos es el del esqueleto completo de un équido del género Propalaeotherium, descubierto en 1933. También se encontraron restos de artiodáctilos, pequeños vertebrados como insectívoros o murciélagos, aves, cocodrilos, tortugas, serpientes, anfibios y peces. Muchos restos de vertebrados conservan las partes blandas fosilizadas. En total se conocen unas ochenta ubicaciones que contienen más de 30 000 restos, de las cuales 36 poseen un número significativo de vertebrados. Debido a esta gran cantidad de fósiles y a su excelente conservación, el yacimiento de Geiseltal se considera un Fossillagerstätte de concentración y de conservación.
La particularidad de los fósiles de Geiseltal, sobre todo de los vertebrados y especialmente de los mamíferos, es su conservación única en lignito que no conoce precedentes en Europa Central. Es un yacimiento muy importante para el estudio de la evolución de los mamíferos, ya que se pueden observar las transformaciones de distintos grupos a lo largo de un periodo de varios millones de años. Gracias a ello se ha podido definir una European Land Mammal Mega Zone (ELMMZ), el Geiseltaliano, que abarca un periodo de tiempo que va desde hace 47,5 hasta hace 43,5 millones de años. La gran cantidad de restos de plantas y animales y la abundancia de datos geológicos permiten hacer una reconstrucción del paisaje muy precisa: el carbón en Geiseltal se depositaba en un bosque de varios niveles situado en tierras bajas cerca de la costa, con zonas pantanosas, estanques y arroyos. Predominaba el clima subtropical y había una gran diversidad de fauna.

## Geografía

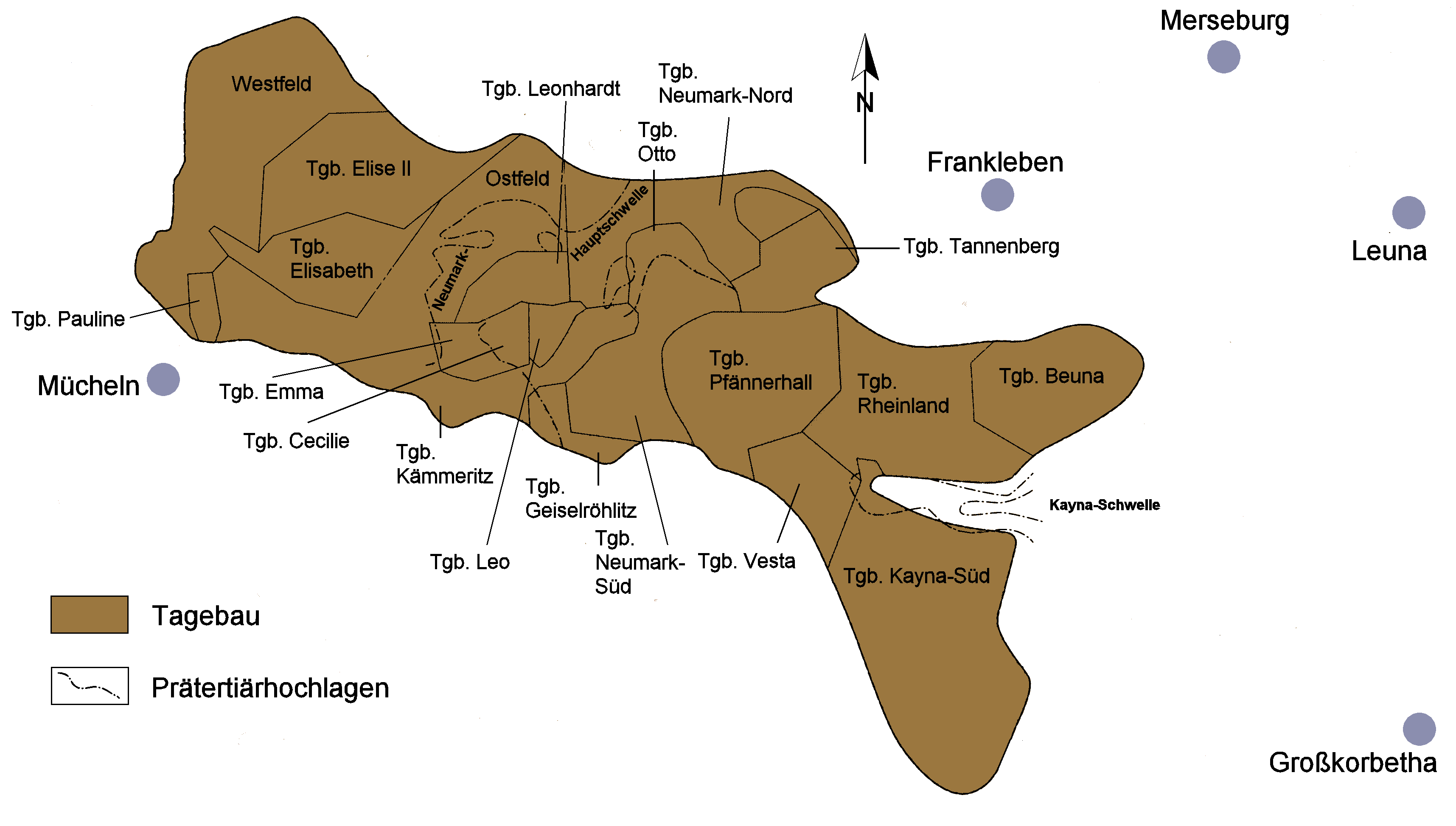
Mapa de la zona minera de Geiseltal

Geiseltal se encuentra en el borde de la región minera de lignito de Alemania Central, a unos 20 km al sur de Halle y a unos 10 km al suroeste de Merseburg. Se extiende a lo largo de unos 15 km desde el oeste-noroeste hacia el sur-sureste, con una anchura de 0,5 a 5 km. Limita al norte con el Buntsandstein de Merseburg y al sur con el altiplano del Muschelkalk de Múnich. Lo atraviesa el río Geisel, cuya cuenca hidrográfica posee una superficie de unos 35 km ².
Originalmente, la zona de Geiseltal era llana: la zona este se elevaba unos 100 m sobre el nivel del mar y la zona oeste unos 150. Debido a las labores de extracción del lignito el paisaje se ha visto modificado severamente en los últimos 150 años; a consecuencia de ello el curso del río Geisel se desplazó al sur. Ahora la zona está cubierta de grandes lagos a consecuencia de la restauración a la que fue sometida la antigua explotación a cielo abierto; en la segunda mitad del siglo XX se llenaron los lagos Südfeldsee y Runstedter en el este y sureste de Geiseltal, mientras que en la parte oeste se creó el Geiseltalsee, el mayor lago artificial de Alemania. Un dique separa la parte este y oeste del lago, que a su vez se emplea como vía de comunicación entre las dos orillas.

## Geología

### Geología del subsuelo

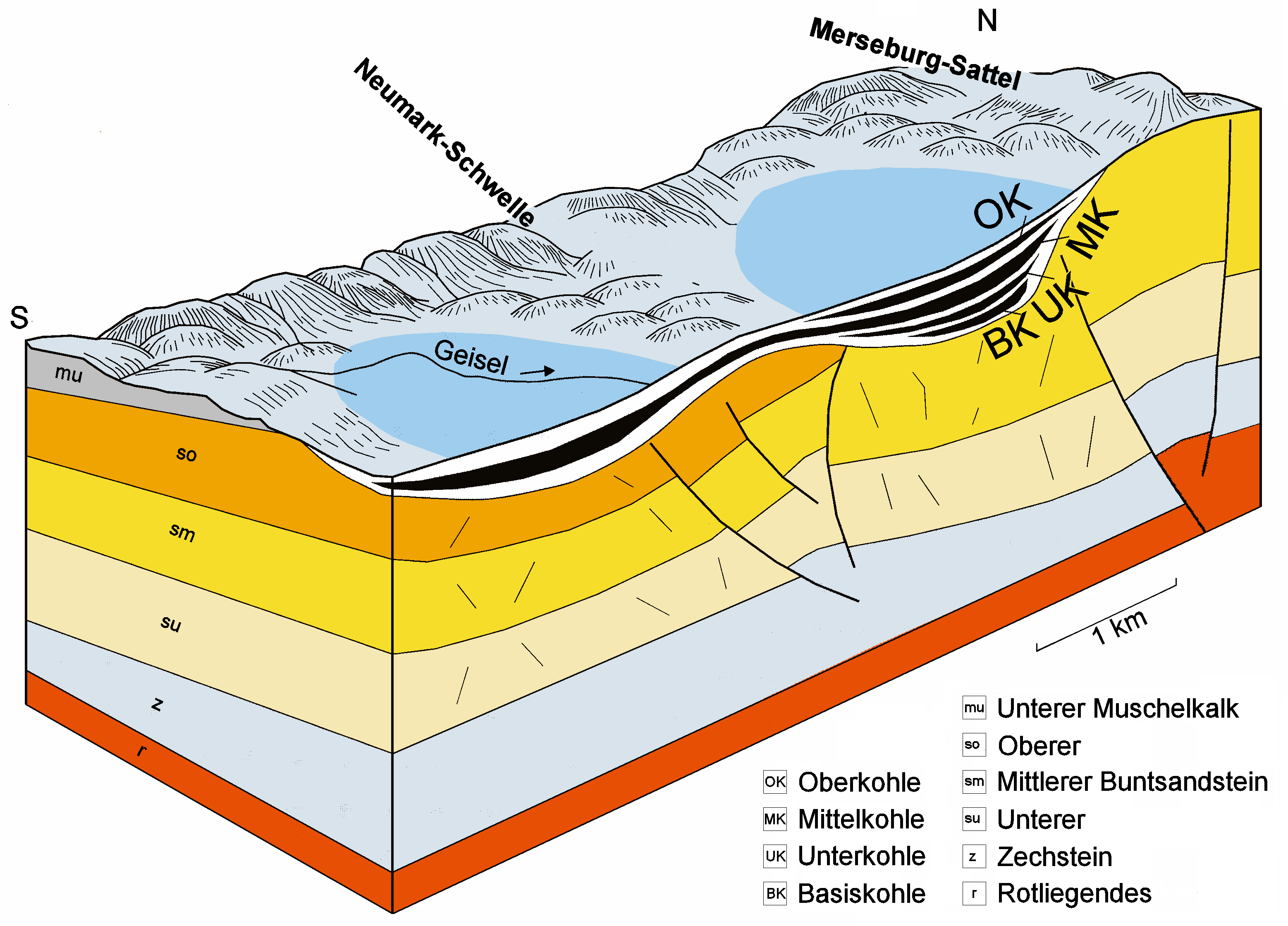
Esquema que muestra la estratigrafía del yacimiento de Geiseltal

La geología de la zona se empezó a investigar a principios del siglo XX mediante sondeos profundos con una separación entre sí de 100 m, debido a la presencia de los yacimientos de lignito. En profundidad, la zona está constituida en gran parte por sedimentos pérmicos del Rotliegend y del Zechstein, con una antigüedad de entre 300 a 240 Ma. Sobre ellos se apoyan sedimentos de las facies Buntsandstein (Buntsandstein inferior y medio) de una antigüedad de 251 a 243 Ma; en la parte sur también hay sedimentos del Buntsandstein superior, sobre el que se apoyan estratos del Muschelkalk. Después tenemos la existencia de un hiato de unos 140 Ma, que abarca desde el Keuper hasta el Cretácico.
Actualmente la zona se divide en dos partes (este y oeste) separadas por una colina de sedimentos del Buntsandstein, el Neumark-Hauptschwelle. Geiseltal presenta una estructura deprimida cuyo origen, debido a la gran cantidad de procesos geológicos que han sucedido en la zona, no está del todo claro; probablemente un proceso de lixiviación de sales unido a la suberosión del Muschelkalk durante el Paleógeno produjese una pérdida de masa en el subsuelo que originó la subsidencia y formación de la cuenca. Este fenómeno estaría ligado con los movimientos tectónicos de los Alpes durante el límite entre el Cretácico y el Cenozoico, hace unos 65 millones de años.

### Sedimentación paleógena
La potencia de los sedimentos del Paleógeno es de unos 200 m, la mayoría de ellos de edad eocena (hace entre 56 y 34 ma). En el muro afloran arcilla, limo y materiales clásticos de grano grueso. La potencia del lignito es generalmente de entre 30 y 80 m, pero en algunos sitios puede superar los 120 m. Generalmente, los yacimientos de lígnito de Geiseltal se dividen en cuatro: Unterkohle (inferior), Mittelkohle (medio, a su vez se distinguen el Mittelkohle inferior y superior), Oberkohle (superior), y de forma local en la parte norte el Basiskohle (basal), y cada uno de ellos posee una potencia de entre 10 y 60 m. Aparecen intercalaciones de sedimentos areno-limosos que sirven como capa guía para identificar los distintos yacimientos. En la explotación Cecilie, en la zona sur, afloran sedimentos que reflejan la transición entre el Mittelkohle y el Oberkohle. Solamente el Oberkohle se extiende por todo el yacimiento. La mayoría de los fósiles del Eoceno se hallan en el Unterkohle y en el Mittelkohle.

### Estratos superiores
La cobertera posee una potencia de entre 20 y 50 m, de edad pleistocena (hace entre 2,5 ma y 10 000 años), donde los materiales más antiguos fueron erosionados por la acción de los glaciares. Los sedimentos consisten en gravas fluviales y en depósitos de morrenas de fondo de las glaciaciones Elster (en el suroeste) y Saale (en todo el yacimiento). Todo ello esta cubierto con loess originado durante la glaciación Würm, que forma un chernozem.

## Yacimientos fósiles

### Conservación y distribución de los hallazgos
Mientras que los restos fósiles de plantas e invertebrados aparecen por toda la zona, los de vertebrados se encuentran delimitados en ciertas áreas. Se han documentado más de ochenta yacimientos, de los cuales se conocen 36 que albergaron restos de este subfilo.